# Baranyai János (súlyemelő, 1984)
Baranyai János (Oroszlány, 1984. június 24. –) Európa-bajnoki bronzérmes magyar súlyemelő.

## Pályafutása
Az Oroszlány SE a Nyíregyháza később a Haladás VSE válogatott súlyemelő sportolója. 
Részt vett a 2006-os és a 2007-es világbajnokságon is. Súlycsoportjai a 77 kg- és a 85 kg-os kategóriák.
2008-ban Olaszországban a lignanói Európa-bajnokságon, ahol 147 kg-os szakítás és 178 kg-os lökés eredményével összetettben a 8. helyezést érte el.
Kína fővárosa, Peking adott otthont a XXIX., a 2008. évi nyári olimpiai játékok súlyemelő tornájának, ahol a 148 kg-os harmadik versenysúly emelése közben súlyos sérülést szenvedett, kificamodott a könyöke, így egyetlen magyar férfi súlyemelőként kiesett a további versenyből.
Az olimpiai sérülése után 2010-ben Oroszországban indult először nemzetközi versenyen. A Nyíregyházi VSC versenyzője a kategória A csoportjában három - 145, 150 és 153 kg-mal végrehajtott - hibátlan gyakorlattal kezdett szakításban, s lett a fogásnemben Eb-hatodik, majd lökésben küzdötte le a 185 után a 190-et is, csak a 192 kiló fogott ki rajta, így itt a teljes rangsorban ugyancsak a hatodik lett, 343 kg-os összetett eredményével pedig hetedikként végzett.
A 2012-es Európa-bajnokságon -egy előtte végzett versenyző 2024-es kizárása után- szakításban bronzérmet szerzett.